# Defensa Damiano
En ajedrez se llama Defensa Damiano a la apertura de ajedrez que surge tras los siguientes movimientos (en notación algebraica): 
|       |       |       |       |       |       |       |       |       |  |
|       | a8 rd | b8 nd | c8 bd | d8 qd | e8 kd | f8 bd | g8 nd | h8 rd |  |
| a7 pd | b7 pd | c7 pd | d7 pd | e7 __ | f7 __ | g7 pd | h7 pd |       |  |
| a6 __ | b6 __ | c6 __ | d6 __ | e6 __ | f6 pd | g6 __ | h6 __ |       |  |
| a5 __ | b5 __ | c5 __ | d5 __ | e5 pd | f5 __ | g5 __ | h5 __ |       |  |
| a4 __ | b4 __ | c4 __ | d4 __ | e4 pl | f4 __ | g4 __ | h4 __ |       |  |
| a3 __ | b3 __ | c3 __ | d3 __ | e3 __ | f3 nl | g3 __ | h3 __ |       |  |
| a2 pl | b2 pl | c2 pl | d2 pl | e2 __ | f2 pl | g2 pl | h2 pl |       |  |
| a1 rl | b1 nl | c1 bl | d1 ql | e1 kl | f1 bl | g1 __ | h1 rl |       |  |
|       |       |       |       |       |       |       |       |       |  |

1.e4 e5 2.Cf3 f6
Esta defensa es una de las aperturas más antiguas, con partidas documentadas que se remontan al siglo XVI. La Defensa Damiano es peligrosa jugarla debido a que existen posibles continuaciones por parte de las blancas para contraatacar al rey negro por la diagonal a1-h8 ya que el peón de f6 es una debilidad del flanco de rey. En lichess.org incluye ejemplos de diferentes combinaciones que se pueden llevar a cabo. Esta apertura puede ser considerada impráctica ya que no aporta nada positivo a la posición de las negras sino que se va debilitando progresivamente.
El código ECO para la defensa Damiano es C40 (apertura de caballo de rey). 

## 3.d4 y 3.Ac4
El movimiento negro 2 ... f6? es débil, expone el rey negro, debilita el flanco de rey y toma a su caballo su mejor casilla. Los movimientos 3.d4 y 3.Ac4 son buenas respuestas; I.A. Horowitz escribió que «Simple y potente es 3.Ac4 d6 4.d4 Cc6 5.c3, tras lo cual las negras están mal.»
Posición después de 8 ... h6. 
Contra 9.Axb7!, 9 ... Axb7? falla por 10.Df5++.

## 3. Cxe5!
|       |       |       |       |       |       |       |       |       |  |
|       | a8 rd | b8 nd | c8 bd | d8 qd | e8    | f8 bd | g8 nd | h8 rd |  |
| a7 pd | b7 pd | c7 pd | d7    | e7    | f7    | g7 pd | h7    |       |  |
| a6    | b6    | c6    | d6    | e6    | f6    | g6 kd | h6    |       |  |
| a5    | b5    | c5    | d5 bl | e5 ql | f5    | g5    | h5 pd |       |  |
| a4    | b4    | c4    | d4    | e4 pl | f4    | g4    | h4 pl |       |  |
| a3    | b3    | c3    | d3    | e3    | f3    | g3    | h3    |       |  |
| a2 pl | b2 pl | c2 pl | d2 pl | e2    | f2 pl | g2 pl | h2 pl |       |  |
| a1 rl | b1 nl | c1 bl | d1    | e1 kl | f1    | g1    | h1 rl |       |  |
|       |       |       |       |       |       |       |       |       |  |

De todos modos, es más forzado el sacrificio de caballo 3.Cxe5! Capturar el caballo con 3 ... fxe5? expone el bando negro a un ataque mortífero tras 4.Dh5+ Re7 (4 ... g6 pierde por 5.Dxe5 +, pinchando el rey y la torre) 5.Dxe5 + Rf7 6.Ac4 + d5! (6 ... Rg6?? 7.Df5+ es devastadora y conduce al mate poco después) 7.Axd5 + Rg6 8.h4 (8.d4? Ad6!) h5 (véase el diagrama) 9. Axb7! Ad6 (9 ... Axb7 10.Df5+ Rh6 11.d4+ g5 12.Df7!++) 10.Da5!, cuando la mejor de las negras es 10 ... Cc6 11.Axc6 Tb8, y ahora las blancas quedarán con varios peones de más. Bruce Pandolfini remarca que la apertura negra ha sido descrita a veces como «el gambito de los cinco peones». Alternativamente, las blancas pueden continuar desarrollando sus piezas, quedándose con cuatro peones de más. En cualquier caso, las blancas tienen una posición claramente ganadora.
Como capturar el caballo es fatal, tras 3.Cxe5 las negras deberían intentar 3 ... De7! (Otros terceros movimientos de las negras, como 3 ... d5, provocan 4. Dh5+! g6 5. Cxg6!) Después de 4.Cf3 (4.Dh5+? g6 5.Cxg6 Dxe4 + 6.Ae2 Dxg6 deja el negro con pieza de más por dos peones) Dxe4+ 5.Ae2, las negras han recuperado peón, pero han perdido tiempo y debilitado su flanco de rey, y perderán más tiempo cuando las blancas persigan la dama con Cc3, ó 0-0, Te1, y un movimiento del alfil en e2. Nick de Firmian en Modern Chess Openings analiza 4 ... d5 5.d3 dxe4 6.dxe4, cuando las blancas quedaron con una pequeña ventaja, (Schiffers-Chigorin, St. Petersburgo 1897).
El hecho de que las negras sólo puedan recuperar el peón con 3 ... De7! muestra que 2 ... f6? no defiende realmente el peón de e en absoluto. Incluso un movimiento relativamente inútil como 2 ... a6?! es menos arriesgado que 2 ... f6?. Después de 2 ... a6?! 3.Cxe5, las negras pueden todavía recuperar el peón con 3 ... De7 4.d4 d6, sin debilitar su flanco de rey o privar el desarrollo del caballo de rey a su mejor casilla en f6.

## Historia
|       |       |       |       |       |       |       |       |       |  |
|       | a8 rd | b8    | c8    | d8    | e8 kd | f8 bd | g8 nd | h8 rd |  |
| a7 pd | b7 pd | c7 pd | d7 bd | e7    | f7    | g7 pd | h7 pd |       |  |
| a6    | b6    | c6 nd | d6    | e6    | f6 pd | g6 qd | h6    |       |  |
| a5    | b5    | c5    | d5    | e5 nl | f5    | g5    | h5    |       |  |
| a4    | b4    | c4    | d4    | e4    | f4    | g4    | h4    |       |  |
| a3    | b3    | c3 nl | d3    | e3    | f3    | g3    | h3    |       |  |
| a2 pl | b2 pl | c2 pl | d2    | e2 bl | f2 pl | g2 pl | h2 pl |       |  |
| a1 rl | b1    | c1 bl | d1 ql | e1    | f1 rl | g1 kl | h1    |       |  |
|       |       |       |       |       |       |       |       |       |  |

Irónicamente, la apertura recibe el nombre del maestro portugués Pedro Damiano (1480-1544), quien la condenó por débil. En 1847, Howard Staunton escribió sobre 2 ... f6, «Este movimiento aparece en la vieja obra de Damiano, quien da diversas variantes ingeniosas. Ruy López de Segura, y autores posteriores, lo llamaron “Gambito Damiano”. En su lugar, el contemporáneo de Staunton, George Walker, más lógicamente reservó el término “Gambito Damiano” por el sacrificio de caballo que juegan las blancas tercer movimiento: 1.e4 e5 2.Cf3 f6 3.Cxe5. Staunton se refería a 1.e4 e5 2.Cf3 Cc6, una altamente respetada defensa entonces y ahora, como «defensa Damiano contra la apertura de caballo de rey».
La defensa Damiano no se ve en absoluto en partidas de alto nivel. El mejor jugador en plantear la defensa Damiano en una competición seria fue Mijaíl Chigorin, quien tal como es mencionado más arriba, jugó la línea con 3 ... De7 en una partida contra Emmanuel Schiffers en San Petersburgo en 1897. Chigorin perdió la dama en el décimo movimiento (véase el diagrama), pero Schiffers jugó muy mal a partir de entonces, tanto que Chigorin pasó por alto un mate forzado y Schiffers se salvó de la derrota al acordar tablas en una posición perdedora. Robert McGregor jugó la Damiano en una exhibición simultánea de 1964 contra Bobby Fischer, ensayando 3...De7 4.Cf3 d5 5.d3 dxe4 6.dxe4 Dxe4+ 7.Ae2 Af5, con tablas, aunque Fischer no realizó las mejores jugadas.